# Haagse riool
Het Haagse riool voert het het regenwater en het afval van Den Haag af.

## Open riool
Overtollig regenwater stroomde eeuwenlang via geulen in de straten weg naar de kanalen en de aftakkingen van Haagse Beek, maar huisvuil werd een groot probleem toen het bewonersaantal van de stad in de 19de eeuw hard groeide.
Overlast
In de stad werd het afval in beerputten gegooid of gewoon in de Beek of de grachten. Dit laatste veroorzaakte niet alleen stank, maar ook uitbraken van cholera en typhus. De stank was in de zomer zo erg, dat de rijke bewoners de stad uittrokken en op hun landgoederen gingen wonen. Over stank werd al in de 17de eeuw geklaagd. Bij de Scheveningseweg kon in de Haagse Beek nog worden gevist, maar in het centrum van de stad werd de stank ondragelijk en gevaarlijk voor de volksgezondheid.

## Gesloten riool
Om een einde aan de stank te maken en voor een betere volksgezondheid te zorgen, werd in 1859 een vierjarenplan opgesteld. Men koos ervoor te beginnen met een schonere Hofvijver. De Haagse Beek was zozeer vervuild, dat hij vanaf de Zeestraat in 1861 werd overkluisd, zodat hij schoon water via Paleis Noordeinde en de Plaats naar de Hofvijver kon brengen. In 1915-1916 werd dit stuk door een ijzeren buis vervangen.
In 1862 werd de Beek bij het Achterom overkluisd, in 1871 werd de Beek bij de Scheveningseweg voor een deel overkluisd, waarna dit deel in 1930 met de Zeestraat werd verbonden.
Naarmate er een rioolnetwerk ontstond, werden veel voormalige grachten gedempt. Bij het Spui gebeurde dat in etappes tussen 1861 en 1904, de Schelpsloot bij de Schelpkade werd pas in 1903 gedempt. Soms veranderde de straatnaam. Zo werd de Naussaukade in 1883 het Nassauplein.
Op het Lange Voorhout is nog ter hoogte van Hotel Des Indes de oudste gietijzeren kolk te zien, Hij is uit 1873, de putdeksel werd gemaakt door ijzergieterij de Prins van Oranje, die op de Pletterijkade was gevestigd.
Nadat veel plannen verworpen waren, werd tussen 1868 en 1880 het Verversingskanaal gegraven. Dit maakte het mogelijk om vuil water naar de zee te laten gaan.

## Huidig netwerk
Het huidige rioolnetwerk in Den Haag is 1400km lang en moet om de 60 jaar vervangen worden, gemiddeld 25km per jaar. In 2000 trok het Hoogheemraadschap Delfland 100 miljoen gulden uit om een deel van het netwerk te vernieuwen.
Overlast
Het Haagse riool heeft problemen als het gevolg van het toenemende aanbod van afvalwater en de beperkte capaciteit van de zuivering Houtrust. Ook raakt het vaak verstopt.
In het riool worden vaak vreemde dingen aangetroffen zoals een geladen pistool of verdronken watervogels.